# Georges Antenen
Georges Antenen, né le 20 décembre 1903 à La Chaux-de-Fonds et mort le 25 mars 1979 dans sa ville natale, est un coureur cycliste suisse. Il participe aux Jeux olympiques de 1924 à Paris où il termine 21e de la course en ligne avant de passer professionnel en 1927. Il devient notamment au cours de sa carrière deux fois champion de Suisse sur route et prend part à trois Tour de France de 1931 à 1933.
Il est le beau-frère de Kastor Notter, également cycliste professionnel.

## Palmarès

### Palmarès amateur
- 1923
  - 2e de Berne-Genève
  - 3e du Tour du lac Léman amateurs
  -  Médaillé de bronze du championnat du monde sur route amateurs
- 1924
  - 2e du championnat de Suisse sur route amateurs
  - 6e du championnat du monde sur route amateurs
- 1926
  -  Champion de Suisse sur route amateurs
  - Tour du lac Léman amateurs

### Palmarès professionnel
- 1927
  - 3e du Tour du lac Léman
- 1928
  - Tour du lac Léman
  - Tour du Nord-Ouest de la Suisse
  - Tour de Suisse orientale
  - Tour de Haute-Savoie :
    - Classement général
    - 1re et 2e étapes

  - 2e du championnat de Suisse sur route
- 1929
  - 2e du championnat de Suisse sur route
- 1930
  -  Champion de Suisse sur route
  - Tour du Nord-Ouest de la Suisse
- 1931
  - 2e du championnat de Suisse sur route
- 1932
  - Tour du lac Léman
  - 3e du Tour du Nord-Ouest de la Suisse
- 1933
  -  Champion de Suisse sur route
  - Tour du Nord-Ouest de la Suisse

## Résultats sur le Tour de France
3 participations
- 1931 : hors course (14e étape)
- 1932 : 29e
- 1933 : éliminé (8e étape)